# Вигнаньчиці
Вигнаньчиці (пол. Wygnańczyce) — село в Польщі, у гміні Всхова Всховського повіту Любуського воєводства.
Населення — 177 осіб (2011).
У 1975-1998 роках село належало до Лешненського воєводства.

## Демографія
Демографічна структура станом на 31 березня 2011 року:
|          | Загалом | Допрацездатний вік | Працездатний вік | Постпрацездатний вік |
| -------- | ------- | ------------------ | ---------------- | -------------------- |
| Чоловіки | 101     | 25                 | 66               | 10                   |
| Жінки    | 76      | 18                 | 41               | 17                   |
| Разом    | 177     | 43                 | 107              | 27                   |